# Pachycnemia benesignata
Pachycnemia benesignata là một loài bướm đêm trong họ Geometridae.